# Equipo de Copa Davis de Suiza
El equipo suizo de Copa Davis es el representante de Suiza en dicha competición internacional. Su organización está a cargo de Tenis Suizo.

## Historia
El combinado suizo participó por primera vez en la competencia en 1923. Fueron campeones en la edición del 2014 de la de Copa Davis en la cual participaron Roger Federer, Stanislas Wawrinka, Marco Chiudinelli y Michael Lammer siendo el capitán Severin Lüthi. Su anterior mejor participación en el certamen ocurrió en 1992, cuando el equipo liderado por el campeón olímpico en Barcelona Marc Rosset y por Jakob Hlasek alcanzó la final. En esta instancia cayó ante el conjunto norteamericano por 3-1, lo que le impidió alzarse con la ensaladera de plata por primera vez en su historia.

## Actualidad
En el 2008 Suiza debutó frente a Polonia por la primera ronda del grupo I de la zona Europa/África. El encuentro se disputó en la ciudad de Kreuzlingen, Suiza sin la participación del máximo ídolo del tenis suizo, Roger Federer. La serie terminó 4-1 en favor suizo.
En segunda ronda, nuevamente con ausencia de Federer, Suiza derrotó de visitante a Bielorrusia por 4-1, y toma más importancia la actuación del segundo mejor tenista suizo, Stanislas Wawrinka. Con esta victoria, Suiza se ganó un lugar para jugar el repechaje por el ascenso al Grupo Mundial.
En septiembre, con la vuelta de Federer al equipo y con Wawrinka consolidado como un top-10 del ranking mundial, Suiza enfrentó a Bélgica por el ascenso. Se puso rápidamente 3-0 (4-1 final) y logró meterse nuevamente en el Grupo Mundial.
En el 2009 con la confirmación de Federer de que competiría todo el año para el equipo, Suiza se presentaba como un gran candidato al título en 2009, debido a la condición tanto de Federer como de Wawrinka de top-10 en singles y además conformar la pareja campeona olímpica en la modalidad de dobles. Al final Roger Federer no participa en la primera ronda y el equipo suizo pierde en su visita con Estados Unidos por 4-1. Estando en los Play-Offs del Grupo Mundial, visita al combinado de Italia al cual gana 3-2 con triunfos de sus principales raquetas, dos de Roger Federer y uno de Stanislas Wawrinka.
Una vez confirmada su estancia en el Grupo Mundial por un año más, en el 2010 en primera ronda tendría que visitar a la entonces 2 veces campeona España. Sin las principales raquetas de ambos conjuntos, Suiza empieza ganando el primer punto de la serie por conducto de Wawrinka a Nicolás Almagro. El número uno español David Ferrer empareja la serie y en el dobles España les da la vuelta, ya sin margen de error para Suiza, en el siguiente encuentro Ferrer gana a Wawrinka por un contundente 3-0. Con este resultado tendrían que jugar nuevamente los Play-Offs ahora con Kazajistán el cual no les da opción y pierden en su visita por 5-0 con lo cual pierden la categoría.
En el 2011 formando parte del Grupo 1 de la Zona Europa/África en segunda ronda son anfitriones ante Portugal. Siendo víspera del año Olímpico, Federer forma parte del equipo junto con Wawrinka, Chiudinelli y Bohli. Suiza gana la serie en casa por 5-0. En la serie por el ascenso visitan al equipo de Australia, el cual empieza perdiendo Wawrinka con la joven promesa de 18 años Bernard Tomic. En el segundo punto Federer empata la serie en un ajustado encuentro a Hewitt. En el punto de Dobles, Suiza pierde con sus principales jugadores ante el equipo formado por Chris Guccione y Lleyton Hewitt. Federer empata la serie ganando a Tomic y en el quinto punto definitorio Wawrinka gana en 5 sets a Hewitt asegurando su regreso al Grupo Mundial.
En 2012, en su primer enfrentamiento de regreso a la élite con Federer y Wawrinka en casa, caen sorpresivamente ante los Estados Unidos por 5-0. En los Play-Offs visitan a Holanda venciéndolo 3-2 lo que les da derecho a continuar en el Grupo Mundial.
En el 2013 de nueva cuenta empezarían con el entonces actual campeón de Copa Davis, en esta ocasión, la República Checa. Sin Federer por los suizos y en casa, Wawrinka gana el primer punto a Lukáš Rosol. Henri Laaksonen pierde ante el número uno checo Tomáš Berdych. En el punto de dobles se da el partido de Copa Davis más largo de la historia, la pareja checa Rosol/Berdych gana a la pareja suiza Wawrinka/Chiudinelli por 6-4, 5-7, 6-4, 6-7(3) y 24-22 en un encuentro que tuvo más de 7 horas de duración. En el siguiente punto de la serie, Wawrinka no puede con Berdych con lo que se define la serie a favor del equipo checo. Suiza salva la categoría ganando en casa a Ecuador por 4-1.

### Plantel
| Jugador            | Individuales | Dobles  |
| ------------------ | ------------ | ------- |
| Roger Federer      | 40 - 8       | 12 - 10 |
| Stan Wawrinka      | 22 - 13      | 4 - 12  |
| Luca Margaroli     | 0 - 0        | 0 - 3   |
| Marc-Andrea Hüsler | 1 - 1        | 0 - 1   |
| Adrian Bodmer      | 0 - 2        | 0 - 1   |
| Henri Laaksonen    | 8 - 6        | 1 - 2   |
| Antoine Bellier    | 1 - 3        | 0 - 1   |
| Sandro Ehrat       | 0 - 1        | 0 - 0   |